# Tobrilus findeneggi
Tobrilus findeneggi is een rondwormensoort uit de familie van de Tobrilidae. De wetenschappelijke naam van de soort is voor het eerst geldig gepubliceerd in 1971 door Schiemer.